# Bouze-lès-Beaune
Bouze-lès-Beaune is een gemeente in het Franse departement Côte-d'Or (regio Bourgogne-Franche-Comté) en telt 300 inwoners (2004). De plaats maakt deel uit van het arrondissement Beaune.

## Geografie
De oppervlakte van Bouze-lès-Beaune bedraagt 6,9 km², de bevolkingsdichtheid is 43,5 inwoners per km².
De onderstaande kaart toont de ligging van Bouze-lès-Beaune met de belangrijkste infrastructuur en aangrenzende gemeenten.

## Demografie
Onderstaande figuur toont het verloop van het inwonertal (bron: INSEE-tellingen).